# Metropolia wiedeńska

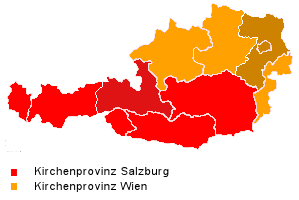
Metropolia wiedeńska na mapie administracyjnej Kościoła w Austrii (zaznaczona na pomarańczowo)

Metropolia wiedeńska (niem. Kirchenprovinz Wien) –  jedna z dwóch metropolii Kościoła rzymskokatolickiego w Austrii, obejmująca północną i wschodnią część kraju. Powstała 1 czerwca 1722 roku. W jej skład wchodzi jedna archidiecezja i trzy diecezje. Najważniejszą świątynią jest Katedra św. Szczepana w Wiedniu. 

## Diecezje wchodzące w skład metropolii
- Archidiecezja wiedeńska
  - Diecezja Eisenstadt
  - Diecezja Linz
  - Diecezja St. Pölten

## Metropolici
- kard. Sigismund von Kollonitz (1716–1751)
- kard. Johann Joseph von Trautson (1751–1757)
- kard. Christoph Anton Migazzi (1757–1803)
- abp Sigismund Anton Graf von Hohenwart (1803–1820)
- abp Leopold Maximilian von Firmian (1822–1831)
- abp Vincenz Eduard Milde (1832–1853)
- kard. Joseph Othmar von Rauscher (1853–1875)
- kard. Johann Rudolf Kutschker (1876–1881)
- kard. Cölestin Joseph Ganglbauer (1881–1889)
- kard. Anton Josef Gruscha (1890–1911)
- kard. Franz Xavier Nagl (1911–1913)
- kard. Friedrich Gustav Piffl (1913–1932)
- kard. Theodor Innitzer (1932–1955)
- kard. Franz König (1956–1986)
- kard. Hans Hermann Groër (1986–1995)
- kard. Christoph Schönborn (1995-2025)